# Pohřebiště etrurských panovníků

Znak Etrurského království

Etrurie byla královstvím v letech 1801 až 1807 (zahrnovala také většinu Toskánského velkovévodství)
| Jméno                  | Doba života | Místo pohřbení                                                    |
| ---------------------- | ----------- | ----------------------------------------------------------------- |
| Ludvík I.              | 1773–1803   | 7. kaple Panteonu infantů v klášteře svatého Vavřince v Escorialu |
| Marie Luisa Španělská  | 1782–1824   | 7. kaple Panteonu infantů v klášteře svatého Vavřince v Escorialu |
| Karel Ludvík           | 1799–1883   | Královská hrobka ve Viareggiu u Lukky                             |
| Marie Terezie Savojská | 1803–1879   | Hřbitov Campo Verano v Římě                                       |